# Черёмушки (Ярославская область)
Черёмушки — деревня Арефинского сельского поселения Рыбинского района Ярославской области.

## География
Деревня стоит на правом высоком, выше 30 м берегу реки Ухра, выше по течению и к востоку от центра сельского поселения села Арефино на расстоянии 5 км по прямой. На противоположном правом, таком же высоком берегу, ниже по течению, на расстоянии около 700 м к юго-западу стоит деревня Спас-Ухра. Через Черёмушки вниз по правому берегу проходит дорога, связывающая деревню с центром сельского поселения. Ближайшая в этом направлении деревня Крёково удалена на расстояние около 4 км, дорога проходит лесом. С восточной стороны от деревни, выше по течению в глубоком овраге протекает небольшой ручей, длиной до 4 км, отделяющий деревню Черёмушки от деревни Седлово. Другой ручей длиной до 2 км протекает к западу от Черёмушек, пересекая дорогу к Крёково. К северу от Черёмушек расположен обширный незаселёный лесной массив в бассейне рек Восломка, Вогуй вплоть до долины реки Кештома.

## История
В 1965 г. Указом Президиума ВС РСФСР деревня Кобылино переименована в Черёмушки.

## Население
| 2007 | 2010 |
| ---- | ---- |
| 1    | →1   |